# Guillaume de Saint-Marcel
Guillaume de Saint-Marcel, mort le 21 mars 1323, est un ecclésiastique provençal, franciscain, inquisiteur et évêque de Nice de 1317 à 1323.

## Biographie
Guillaume de Saint-Marcel est franciscain. Il est inquisiteur, cité comme tel dans le Comtat Venaissin en 1290. À Valréas, en 1298, il fait rédiger des statuts principalement dirigés contre les prêteurs florentins, juifs et lombards et les vaudois,,. Il est aussi inquisiteur en Provence en 1303. Suivant les ordres de Clément V, il enquête sur les templiers de Sicile en 1308 puis à Rome en 1309. 
Il témoigne lors du procès de canonisation de Louis d'Anjou, vers 1308,,,. Il n'a pas eu de contact personnel avec Louis d'Anjou, sauf une conversation juste avant la mort de ce dernier. Guillaume de Saint-Marcel rapporte que Louis d'Anjou, sur son lit de mort, lui a dit vouloir renoncer à l'épiscopat,. Contrairement à la théorie soutenue par Jean-Barthélemy Hauréau, ce n'est pas Guillaume de Saint-Marcel qui a rédigé la Vita du saint, attribuée à Jean de Orta,.
Guillaume de Saint-Marcel est nommé pénitencier apostolique vers 1310,. Il dépose aussi lors du procès de canonisation de Dauphine de Puymichel.
Le 24 avril 1317, le pape le nomme évêque de Nice, diocèse qu'il dirige jusqu'en 1323. 
À sa mort le 21 mars 1323, les chanoines de Nice échouent à choisir son successeur et le pape Jean XXII nomme Rostang, prieur des dominicains de Marseille.